# Сейлем (Огайо)
Сейлем (англ. Salem) — місто (англ. city) в США, в округах Коламбіана і Магонінґ штату Огайо. Населення — 11 915 осіб (2020).

## Географія
Сейлем розташований за координатами 40°54′17″ пн. ш. 80°50′56″ зх. д. / 40.90472° пн. ш. 80.84889° зх. д. (40.904596, -80.848937).  За даними Бюро перепису населення США в 2010 році місто мало площу 16,65 км², з яких 16,64 км² — суходіл та 0,01 км² — водойми.

## Демографія
Згідно з переписом 2010 року, у місті мешкали 12 303 особи в 5272 домогосподарствах у складі 3118 родин. Густота населення становила 739 осіб/км².  Було 5763 помешкання (346/км²).
Расовий склад населення:
| - 95,9 % — білих - 0,7 % — чорних або афроамериканців - 0,4 % — азіатів - 0,2 % — корінних американців - 1,6 % — осіб інших рас |

До двох чи більше рас належало 1,2 %. Частка іспаномовних становила 2,5 % від усіх жителів.
За віковим діапазоном населення розподілялося таким чином: 21,2 % — особи молодші 18 років, 59,7 % — особи у віці 18—64 років, 19,1 % — особи у віці 65 років та старші. Медіана віку мешканця становила 42,8 року. На 100 осіб жіночої статі у місті припадало 91,8 чоловіків;  на 100 жінок у віці від 18 років та старших — 87,2 чоловіків також старших 18 років.
Середній дохід на одне домашнє господарство  становив 54 598 доларів США (медіана — 40 006), а середній дохід на одну сім'ю — 64 187 доларів (медіана — 50 518). Медіана доходів становила 41 976 доларів для чоловіків та 27 046 доларів для жінок. За межею бідності перебувало 18,0 % осіб, у тому числі 27,9 % дітей у віці до 18 років та 13,0 % осіб у віці 65 років та старших.
Цивільне працевлаштоване населення становило 5727 осіб. Основні галузі зайнятості: виробництво — 26,0 %, освіта, охорона здоров'я та соціальна допомога — 21,3 %, мистецтво, розваги та відпочинок — 13,8 %, роздрібна торгівля — 10,3 %.